# Ultimate General: Gettysburg
Ultimate General: Gettysburg – komputerowa gra strategiczna czasu rzeczywistego (RTS) z serii Ultimate General, za której produkcję odpowiada studio Game-Labs. Gra odtwarza trzy dni bitwy pod Gettysburgiem (1–3 lipca 1863 rok) z okresu wojny secesyjnej, umożliwiając graczom rozegranie jej po stronie Unii lub Konfederacji.
Została zaprojektowana przez Nicka Thomadisa, który wcześniej tworzył modyfikacje do gier strategicznych z serii Total War  .
Gra została wydana na następujące platformy: Windows (16 października 2014), iOS (21 lutego 2015), PlayStation 4 i Xbox One (obie platformy 4 sierpnia 2023).

## Fabuła
Fabułę gry skupiono wokół bitwy pod Gettsyburgiem, która rozgrywała się w dniach 1–3 lipca 1863 roku podczas wojny secesyjnej. W produkcji odtworzono ówczesny porządek bitewny Armii Potomaku (Armia Unii) oraz Armii Północnej Wirginii (Armii Stanów Skonfederowanych), kierunki docierania posiłków na pole bitwy w poszczególnych fazach bitwy i dniach, dowódców oraz pole bitwy w oparciu o zdjęcia satelitarne.

## Rozgrywka
Gra pozwala na rozegranie bitwy poprzez rozbicie jej na poszczególne dni, a te podzielone są na kolejne fazy. Każdy etap stawia przed graczem określone cele do wykonania. Koniec każdej fazy zakończony jest przez podsumowanie. Każdy nowy etap rozgrywa się już w innej części mapy, w innych warunkach z nowymi celami, ale przydzielone graczowi siły pozostają w takim stanie i liczebności, w jakich pozostały po poprzedniej fazie .
Mechanikę strony przeciwnej oparto na dziewięciu różnych poziomach trudności sztucznej inteligencji. Każda z nich charakteryzuje się inną specyfiką, oceną pola walki i umiejętnościami. Na tej podstawie sztuczna inteligencja dopasowuje ruchy wojsk, ataki lub obronę w stosunku do decyzji podejmowanych przez gracza.
Działania jednostek oparto na następujących czynnikach :
- morale – na jego stan ma wpływ kondycja żołnierzy, sytuacja na polu walki czy bliskość dowódcy w okolicy,
- kondycja – im słabsza, tym mniejsza skuteczność żołnierzy,
- osłona – w zależności, w jakim otoczeniu znajdują się żołnierze, tym mniejsza lub większa będzie ich ekspozycja na ogień przeciwnika,
- przeładowanie – gotowość do oddania kolejnego strzału.

Mechanika gry sprawia, że jednostki potrafią same reagować w zależności od sytuacji, bez potrzeby ingerencji ze strony gracza (zmiana celów, wycofanie się, schowanie się za osłonę) . Na sposób walki jednostek, ich morale i skuteczność ma wpływ również ukształtowanie terenu oraz obszar, na którym dochodzi do walki. Pozycje na wzniesieniach zapewniają lepszą widoczność i skuteczność ognia. Większe skupienie jednostek poprawia ich morale i dyscyplinę, ale także zwiększa podatność na straty w wyniku ostrzału artyleryjskiego. Flankowanie i atak od tyłu zmniejsza morale przeciwnika.

## Odbiór gry
W 2015 roku przedsiębiorstwo Apple w ramach protestu przeciwko rasizmowi i atakom na tle rasistowskim w Stanach Zjednoczonych usunęło z App Store’a wszystkie gry oraz aplikacje, które zawierały flagę Konfederacji. Wśród tych pozycji znalazła się między innymi gra Ultimate General: Gettysburg. Apple zastrzegło, że może przywrócić poszczególne pozycje do App Store’a pod warunkiem usunięcia flagi Konfederacji z zawartości. Studio Game-Labs wydało oświadczenie, w którym oświadczyło, że nie usunie flagi z gry dotyczącej amerykańskiej historii  .
Portal gram.pl pozytywnie ocenił prosty i intuicyjny interfejs oraz sposób sterowania jednostkami. Za zaletę uznano sztuczną inteligencję, dopasowująca ruchy swoich wojsk do decyzji lub błędów gracza. Sławomir Serafin uznał, że gra Ultimate General: Gettysburg „przerasta zdecydowanie to, co oferują oni [Creative Assembly – studio odpowiedzialne za serię Total War] w swoich produkcjach w dziedzinie taktycznych bitew”. Pozytywnie oceniono również nieszablonowość i niepowtarzalność kolejnych rozgrywek, co pozwala na alternatywne zakończenie bitwy pod Gettysburgiem .
Nick Capozzoli z GameSpotu za atut gry uznał grafikę i ukazanie mapy jako historycznej dioramy, na której najważniejsze lokalizacje bitwy zostały opatrzone nazwą w stylu kartograficznym . Serafin również zwrócił uwagę na dwuwymiarowość mapy i przedstawienie żołnierzy w formie sprite’ów .
Andrzej Mazuruk zaznacza, że prostota możliwości jednostek jest „irytująca”, ale z drugiej strony zmusza gracza do skupienia się na aspekcie taktyki. Zwrócił również uwagę na sprowadzenie oprawy muzycznej do minimum dźwięków pola bitwy oraz muzyki .
Gareth Brierley negatywnie ocenił dostosowanie gry do platformy Xbox One. Specyfika sterowania żołnierzami i wyboru jednostek dostosowana jest do użytku myszy komputerowej. Robienie tego samego przy pomocy kontrolera uznał za bardzo trudne. Zwrócił również uwagę na to, że mapa oferuje zbyt małą szczegółowość, a gra skupiona jest fabularnie wyłącznie na jednej bitwie. Za zaletę uznał „epicką” ścieżkę dźwiękową z okresu wojny secesyjnej .